# Excellence Pearl
Die Excellence Pearl ist ein Flusskreuzfahrtschiff der Reederei Swiss Excellence River Cruise in Basel. Das Schiff wird auf Mosel und Rhein bis zum Wattenmeer eingesetzt.

## Geschichte
Das Schiff wurde 2003 als Rembrandt in Dienst gestellt. Im Mai 2017 kam das Schiff als Excellence Pearl zu Excellence-Flussreisen.

## Ausstattung
Die Excellence Pearl ist das kleinste Schiffe der Excellence-Flotte und wird daher auch als „kleine Perle“ beworben. Das Schiff verfügt über 41 Aussenkabinen, verteilt auf zwei Passagierdecks. Die Kabinen im Oberdeck sind mit französischen Balkonen ausgestattet und die Kabinen im Hauptdeck mit grossen Panoramafenstern. Die Kabinen sind mit Dusche/WC, Safe, Föhn, individuell regulierbarer Klimaanlage und SAT-TV ausgestattet. Auf dem Schiff gibt es zudem das Excellence-Restaurant, einen Salon mit Panoramabar und ein teils überdachtes Sonnendeck.
Für die in hellen Farbtönen gehaltene Innenarchitektur und das Dekor war Nazly Twerenbold zuständig, die Ehefrau von Werner Twerenbold (1946–2015), dem Verwaltungsratspräsidenten der Twerenbold-Gruppe.

## Technik
Das Schiff wird von zwei Dieselmotoren des Typs Caterpillar 3412 mit 924 kW Leistung angetrieben, die auf zwei Veth-VZ 450 CR mit gegenläufigen Propellern wirken. Im Bug ist ein Kalkman-Bugstrahlruder als Manövrierhilfe eingebaut. Für die Stromversorgung stehen zwei MAN-D2866- und ein MAN-DO824-Dieselgeneratoren zur Verfügung. Gummielemente unter den Maschinen dämpfen die Motorengeräusche und -vibrationen und gewährleisten einen geräuscharmen Gästebereich.